# Planétarium-Observatoire astronomique d'Anzi
40° 31′ 05″ N, 15° 55′ 26″ E

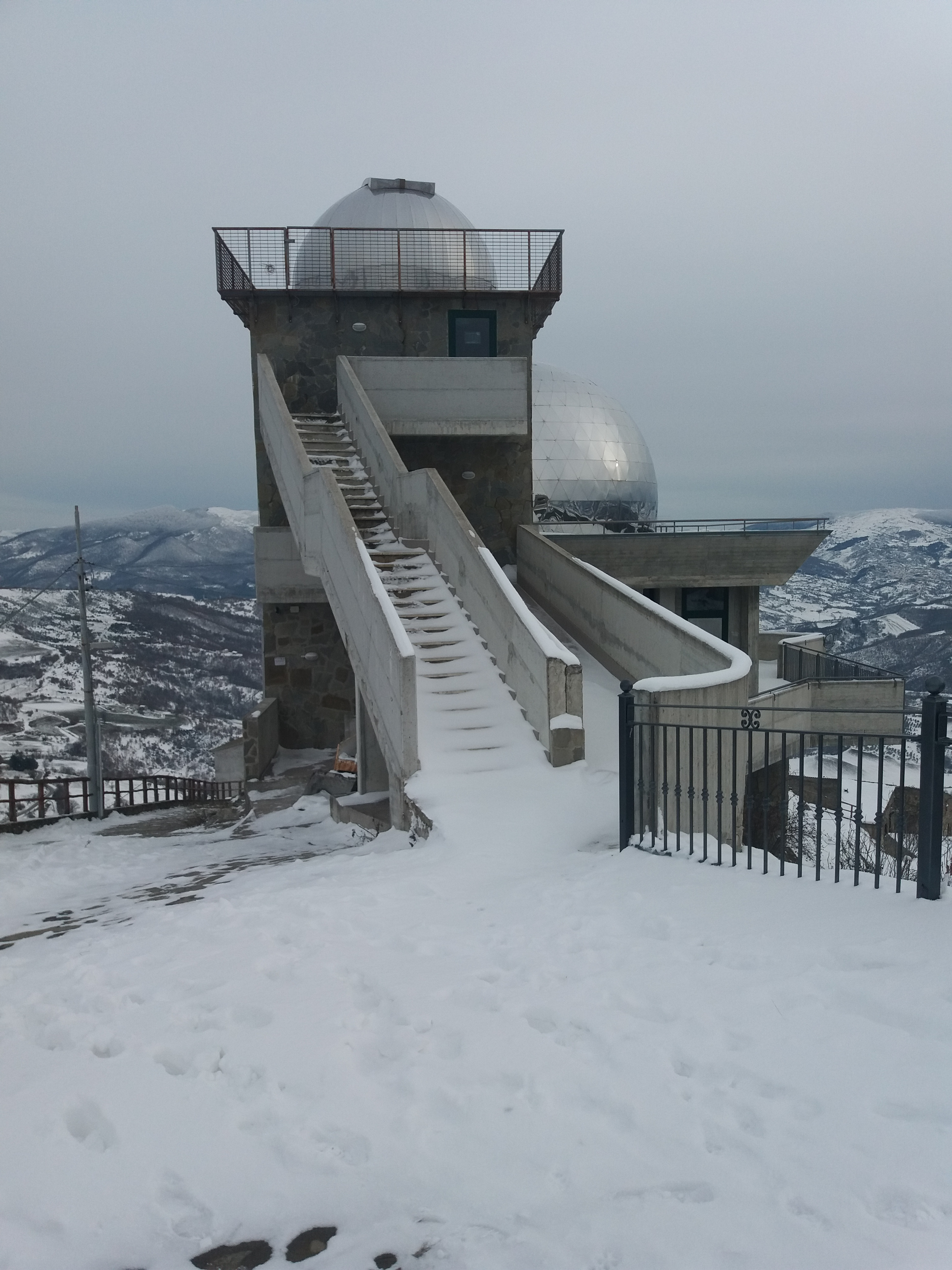
Planétarium-Observatoire astronomique d'Anzi

Le Planétarium-Observatoire Astronomique d'Anzi est une structure apte à observer la voûte céleste, situé au sommet du mont Sirino, dans le village d'Anzi, en Italie dans la région de Basilicate. Il a été inauguré au mois d'août 2008 en lieu et place d'une tour crénelée détruite qui remontait au Moyen Age.

## Le Planétarium
Grâce à un jeu de lumières, il est possible d'observer la voûte céleste dans sa totalité, 4 500 étoiles sont visibles. Des mécanismes reproduisent la Galaxie du Système Solaire, l'explosion d'une Supernova, la formation d'une nébuleuse et la naissance des étoiles.

## L'Observatoire
L'Observatoire Astronomique possède l'un des télescopes les plus avancés dans le Sud de l'Italie. Il permet d'observer les astres célestes. La structure est gérée par un groupe d'experts reconnus par l'ESA (Agence spatiale européenne) et des événements sont régulièrement organisés. De célèbres astronautes y ont participé, comme Paolo Nespoli, Umberto Guidoni, Luca Parmitano.